# Maomé Iacube Cã
Maomé Iacube Cã (1849 - 15 de novembro de 1923) foi emir do Afeganistão de 21 de fevereiro a 12 de outubro de 1879. Ele era o filho do emir anterior, Xer Ali Cã.
Maomé Iacube Cã era o governador da província de Herat no Afeganistão e decidiu rebelar-se contra seu pai em 1870, mas foi preso em 1874.
No fim de 1878 iniciou a Segunda Guerra Anglo-Afegã, forçando Xer Ali Cã a fugir da capital do Afeganistão, para o norte do país onde  faleceu em 21 de fevereiro de 1879. Como sucessor de Xer Ali, em  maio 1879, Iacube assinou o Tratado de Gandamak com os britânico, cedendo o controle das relaçoes exteriores do Afeganistão para o Império Britânico.

## Tratado de Gandamaque

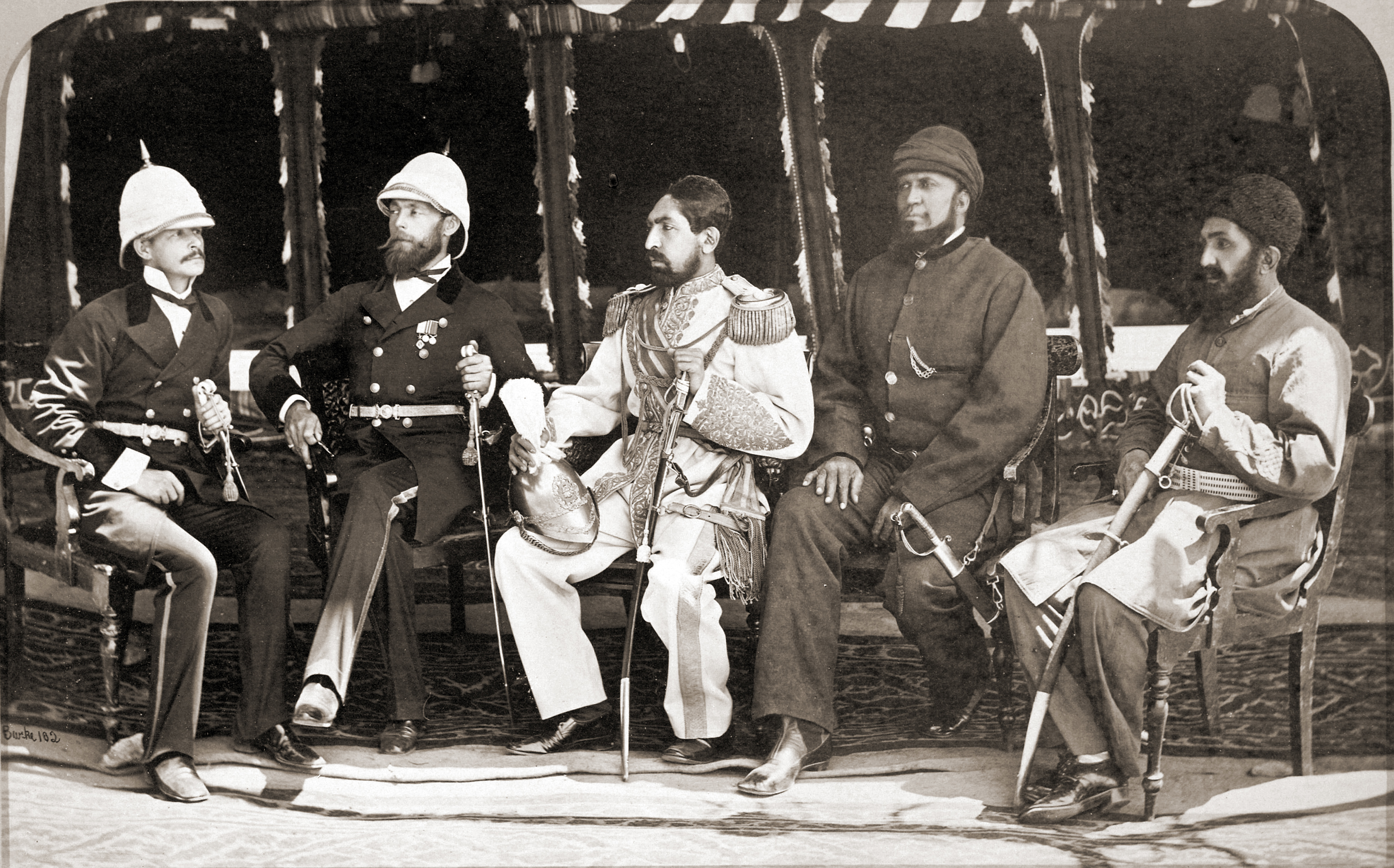
Gandamaque, Afeganistão maio 1879. Sentados da esquerda para a direita: Oficiais britânicos, Sr. Jenkyns e major Cavagnari, Emir Iacube Cã (no centro), o general Daúde Xá e Habibulá Mustafi.

Durante a Segunda Guerra Anglo-Afegã, os britânicos derrotaram as forças do Amir Xer Ali, e esperaram que o novo emir aceita-se seus termos e condições. Uma das figuras-chave nas negociações foi Pierre Louis Napoleon Cavagnari, um aristocrata meio-irlandês, meio italiano, descendente da família real de Parma, que havia sido criado na Inglaterra. Ele serviu com o Exército das Índias Orientais no 1 º Fuzileiros do Bengala,  sendo depois transferido para o serviço político, ele foi nomeado como enviado pelo vice-rei Lord Lytton a Cabul.
Em maio de 1879, Iacube Cã viajou para Gandamaque, uma aldeia nos arredores de Jalalabad e entrou em negociações com Cavagnari, como resultado o Tratado de Gandamaque foi assinado, através do qual o emir cedia territórios Afegãos para os britânicos e aceitava um embaixador britânico em Cabul.
Cavagnari assumiu o cargo de residente britânico em Cabul em julho de 1879. Ele era conhecido por ser imprudente e arrogante e não discreto, e seu papel como enviado era vista como imprudente mesmo por alguns dos britânicos. A situação em Cabul era tensa e, em setembro, algumas tropas afegãs que não haviam sido pagas pelo emir se rebelaram e atacaram  a residência, matando Cavagnari e sua missão.
Um levante contro o acordo em outubro do mesmo ano sob a liderança de comandantes locais forçou Aiube Cã a abdicar. Ele refugiou-se com os britânicos e foi posteriormente enviado em dezembro para a Índia. Ele foi sucedido pelo novo governante, Amir Aiube Cã.
A guerra reiniciou, apesar do tratado, e as tropas britânicas foram enviadas para ocupar Cabul, e lançar medidas punitivas contra os afegãos.